# Bras, Var
Bras là một xãsituée dans le département du Var et la région Provence-Alpes-Côte d’Azur, Pháp. Xã này có diện tích 34,93 km², dân số năm 2006 là 1996 người. Xã này nằm ở khu vực có độ cao trung bình 315 mét trên mực nước biển.

## Biến động dân số
| Năm | 1962 | 1968 | 1975 | 1982 | 1990 | 1999 | 2004 | 2006 |
| --- | ---- | ---- | ---- | ---- | ---- | ---- | ---- | ---- |
| Dân số | 498  | 601  | 638  | 677  | 1056 | 1298 | 1784 | 1996 |
| From the year 1962 on: No double counting—residents of multiple communes (e.g. students and military personnel) are counted only once. |      |      |      |      |      |      |      |      |